# Pyrola sororia
Pyrola sororia là một loài thực vật có hoa trong họ Thạch nam. Loài này được Andres miêu tả khoa học đầu tiên năm 1913.